# Cyrtandromoea grandis
Cyrtandromoea grandis är en tvåhjärtbladig växtart som beskrevs av Ridley. Cyrtandromoea grandis ingår i släktet Cyrtandromoea och familjen Gesneriaceae. Inga underarter finns listade i Catalogue of Life.